# Mizunami
Mizunami (瑞浪市 Mizunami-shi?)  es una ciudad ubicada en la prefectura de Gifu, Japón. A 1  de enero de  2019, la ciudad tenía una población estimada de 37.705 y una densidad de población de 220 personas por km² El área total de la ciudad era 174,86 kilómetros cuadrados (67,5 mi²). El mayor reclamo a la fama de Mizunami se produjo en 1995, cuando la Asociación de Planificación Urbana de Inatsu creó la placa de cerámica más grande del mundo, reconocida por el Libro Guinness de los Récords. Mide 2,8 metros de diámetro.

## Geografía

### Clima
La ciudad tiene un clima caracterizado por caracterizado por veranos calientes y húmedos, e inviernos suaves (Köppen clasificación de clima Cfa). La temperatura anual mediana en Mizunami es 14.8 ° C. La planta anual mediana rainfall es 1928 mm con septiembre como el mes más mojado. Las temperaturas son más altas en medianos en August, en alrededor 27.2 ° C, y más bajo en enero, en alrededor 3.0 ° C.

## Demografía
Por dato de censo japonés, la población de Mizunami peaked en alrededor del año 2000 y ha disminuido desde entonces.
| Año de censo | Población |
| ------------ | --------- |
| 1970         | 38,387    |
| 1980         | 40,066    |
| 1990         | 41,006    |
| 2000         | 42,298    |
| 2010         | 40,387    |

## Ciudades hermanadas
- Liling, Hunan, China
- Selb, Baviera, Alemania